# New Baltimore (Ohio)
New Baltimore – jednostka osadnicza w Stanach Zjednoczonych, w stanie Ohio, w hrabstwie Hamilton.